# Cytokinine

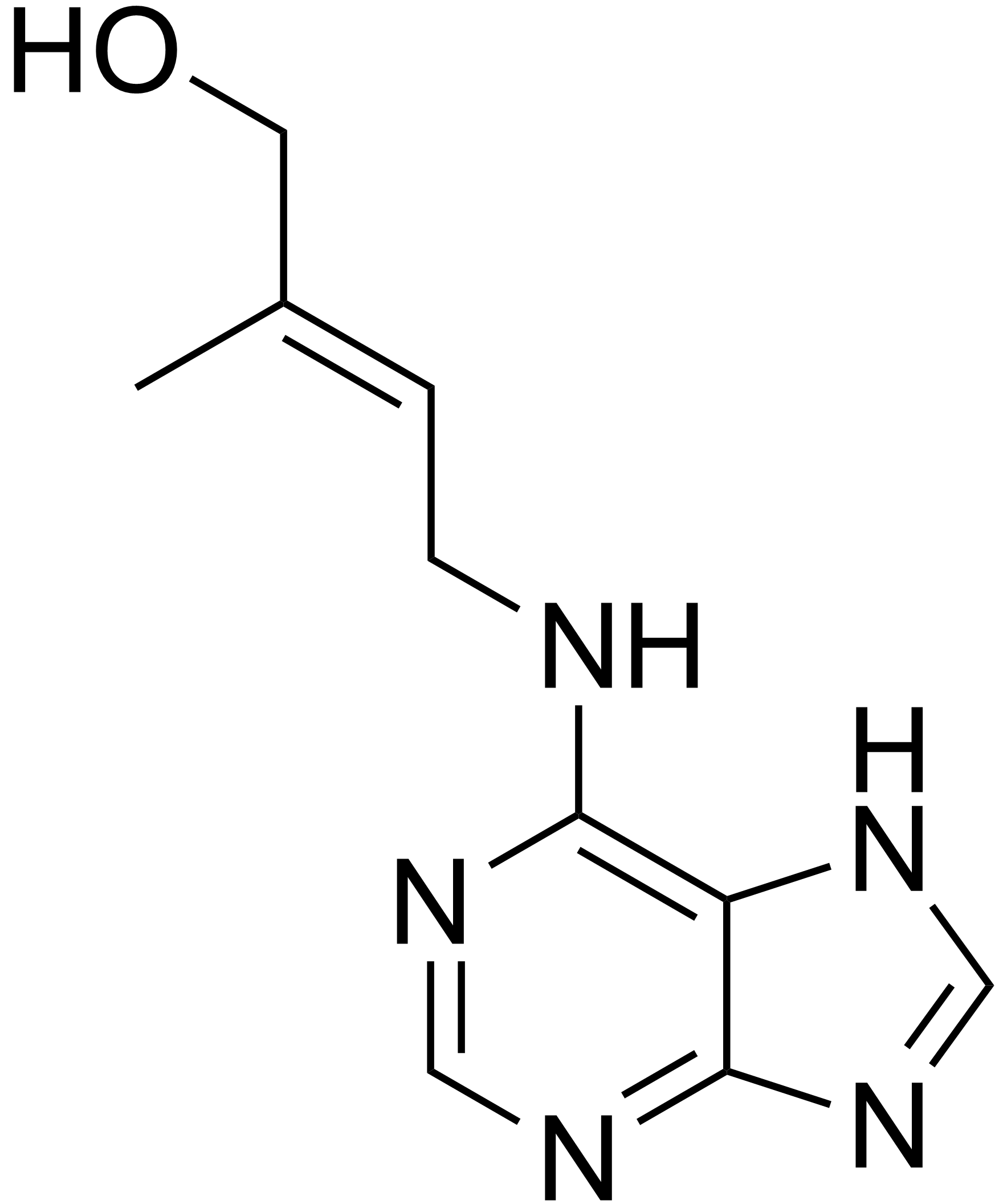
La zéatine

Les cytokinines sont une classe de phytohormones qui favorisent la division cellulaire dans les racines et les pousses des plantes. Elles sont principalement impliquées dans la croissance et la différenciation cellulaire, mais affectent également la dominance apicale, la croissance des bourgeons axillaires et la sénescence des feuilles.

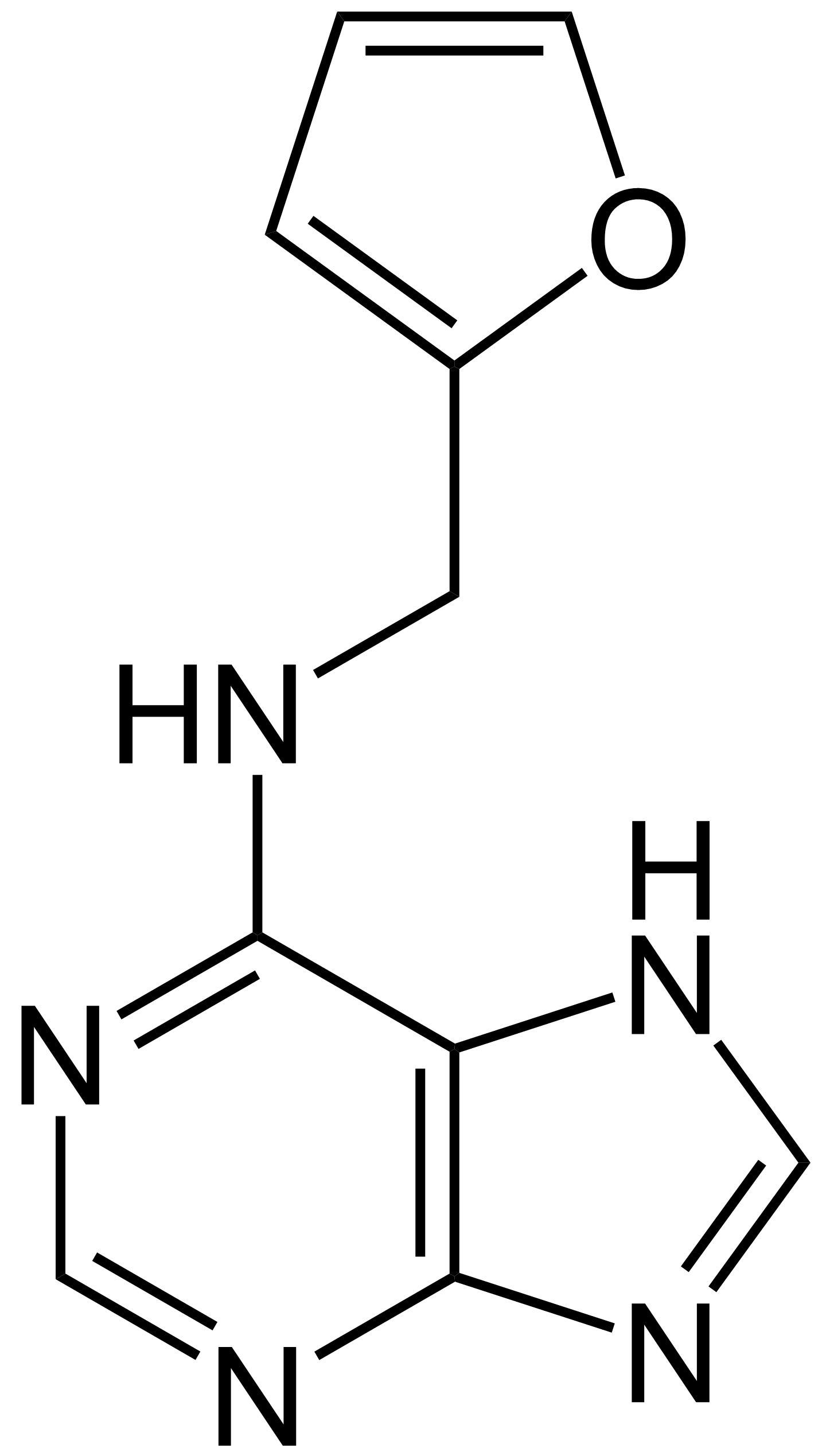
La kinétine

Les cytokinines agissent de concert avec l'auxine, une autre hormone de croissance végétale. Les deux sont complémentaires, ayant généralement des effets opposés,. L'interaction étroite de ces deux hormones dans la régulation des processus biologiques chez les plantes a été décrite comme suit :
Les auxines et les cytokinines ont été décrites comme des régulateurs essentiels de divers processus végétaux avec des régulations complexes à différents niveaux allant de la biosynthèse au transport et à la signalisation (Sakakibara, 2006 ; Simon & Petrášek, 2011). De plus, des interactions intimes entre ces deux phytohormones centrales dans la régulation de la croissance et du développement des plantes du niveau de la cellule à la plante entière ont été établies (Schaller et al., 2015). En raison de la diversité des fonctions et des interactions, leurs activités peuvent être qualifiées de « complémentaires » (Schaller et al., 2015).
Les cytokinines sont des substances proches des bases puriques (adénines substituées).

## Histoire
L'idée de substances spécifiques requises pour que la division cellulaire se produise dans les plantes remonte en fait au physiologiste allemand J. Wiesner, qui, en 1892, a proposé que l'initiation de la division cellulaire soit évoquée par des facteurs endogènes — en fait un bon équilibre entre les facteurs endogènes.
Un peu plus tard, le physiologiste autrichien des plantes, Gottlieb Haberlandt, rapporta en 1913 qu'une substance inconnue se diffusait à partir du tissu du phloème et pouvait induire la division cellulaire dans le tissu parenchymateux des tubercules de pomme de terre. En 1941, Johannes Van Overbeek a découvert que l'endosperme laiteux de la noix de coco immature avait également ce facteur, qui stimulait la division cellulaire et la différenciation chez les très jeunes embryons de Datura.
In 1954, Jablonski et Skoog ont prolongé les travaux de Haberlandt et ont rapporté qu'une substance présente dans le tissu vasculaire était responsable de la division cellulaire dans les cellules de la moelle,. Also in 1954, Miller et ses collaborateurs ont isolé et purifié la substance de division cellulaire sous forme cristallisée à partir d'ADN de sperme de poisson de hareng autoclavé,. Ce composé actif a été nommé kinétine en raison de sa capacité à favoriser la division cellulaire et a été la première cytokinine à être nommée. La kinétine a ensuite été identifiée comme étant la 6-furfuryl-amino purine. Plus tard, le nom générique de kinine a été suggéré pour inclure la kinétine et d'autres substances ayant des propriétés similaires.
La première cytokinine naturelle a été isolée et cristallisée simultanément par Miller et D.S. Lethum (1963-65) à partir de l'endosperme laiteux du maïs (Zea mays) et nommée zéatine. In 1963, Lethem a proposé le terme cytokinines pour ces substances.

## Fonctions
Les cytokinines sont impliquées dans de nombreux processus végétaux, notamment la division cellulaire et la morphogenèse des pousses et des racines. Ils sont connus pour réguler la croissance des bourgeons axillaires et la dominance apicale. Selon "l'hypothèse d'inhibition directe", ces effets résultent du rapport de la cytokinine à l'auxine. Cette théorie stipule que l'auxine des bourgeons apicaux se déplace vers le bas des pousses pour inhiber la croissance des bourgeons axillaires. Cela favorise la croissance des pousses et limite la ramification latérale. La cytokinine se déplace des racines vers les pousses, signalant éventuellement la croissance des bourgeons latéraux. Des expériences simples soutiennent cette théorie. Lorsque le bourgeon apical est retiré, les bourgeons axillaires sont désinhibés, la croissance latérale augmente et les plantes deviennent plus touffues. L'application d'auxine sur la tige coupée inhibe à nouveau la dominance latérale. De plus, il a été montré que la cytokinine seule n'a aucun effet sur les cellules du parenchyme. Lorsqu'elles sont cultivées avec de l'auxine mais pas de cytokinine, elles grossissent mais ne se divisent pas. Lorsque la cytokinine et l'auxine sont ajoutées ensemble, les cellules se développent et se différencient. Lorsque la cytokinine et l'auxine sont présentes à des niveaux égaux, les cellules du parenchyme forment un cal indifférencié. Un rapport plus élevé de cytokinine induit la croissance des bourgeons de pousse, tandis qu'un rapport plus élevé d'auxine induit la formation de racines.
Il a été démontré que les cytokinines ralentissent le vieillissement des organes végétaux en empêchant la dégradation des protéines, en activant la synthèse des protéines et en assemblant les nutriments des tissus voisins. Une étude qui a régulé la sénescence des feuilles de tabac a révélé que les feuilles de type sauvage jaunissaient tandis que les feuilles transgéniques restaient principalement vertes. Il a été émis l'hypothèse que la cytokinine pourrait affecter les enzymes qui régulent la synthèse et la dégradation des protéines.
On a récemment découvert que les cytokinines jouaient un rôle dans la pathogenèse des plantes. Par exemple, les cytokinines ont été décrites pour induire une résistance contre Pseudomonas syringae chez Arabidopsis thaliana et Nicotiana tabacum. Également dans le contexte du contrôle biologique des maladies des plantes, les cytokinines semblent avoir des fonctions potentielles. La production de cytokinines par Pseudomonas fluorescens G20-18 a été identifiée comme un déterminant clé pour contrôler efficacement l'infection d'A. thaliana par P. syringae.
Alors que l'action de la cytokinine dans les plantes vasculaires est décrite comme pléiotrope, cette classe d'hormones végétales induit spécifiquement la transition de la croissance apicale à la croissance via une cellule apicale à trois faces dans le protonema de la mousse. Cette induction de bourgeon peut être identifiée à la différenciation d'une seule cellule spécifique, et est donc un effet très spécifique de la cytokinine.

## Résumé des effets
Elles ont des propriétés activatrices de la division cellulaire, mais elles sont également impliquées dans la croissance et la différenciation cellulaire, entre autres.
- Activation de la production de chlorophylle
- Activation de l'ouverture des feuilles
- Favorisent la croissance cellulaire
- Favorisent la formation de jeunes pousses et des jeunes fruits
- Favorisent le déchargement de composés sucrés par le phloème
- Retardent la sénescence foliaire
- Conjuguées à l'auxine, activent la division cellulaire (l'auxine favorise la duplication de l'ADN ; les cytokinines permettent la séparation des chromosomes)
- Impliquées dans les morphogénèses
- Inhibent la photosynthèse des plantes en C4
- Stimulent le métabolisme des cellules de jeunes pousses (qui ne sont pas à leur niveau de métabolisme maximal) en réponse à une augmentation de l'eau et des substances minérales disponibles.

## Biosynthèse
Chez le pêcher 3 gènes sont spécialement associés au métabolisme des cytokinines durant de la croissance précoce des fruits. Parmi eux, l'expression LONELY GUY (LOG), souvent cité, était généralement plus élevée au cours des premiers stades de la croissance du fruit,.
Les cytokinines sont synthétisées au niveau de l'apex racinaire.
Elles sont regroupées en une même famille à cause de la similarité de leurs effets. Elles sont toutes constituées d'une adénine, la différence se faisant sur la chaîne latérale (en position 6).
La voie de biosynthèse de la zéatine suit ce schéma :
Adénosine monophosphate (les deux cycles) + /\²-isopentenyl pyrophosphate (la chaîne latérale) → isopentenyl adenine ribotide (grâce à la Cytokinin synthase)
L'Isopentenyl adenine riboside subit ensuite quelques transformations pour arriver rapidement à la forme mature de la zéatine.

## Liste des cytokinines connues

### Cytokinines de synthèse
- benzyl adénine ou benzylaminopurine ou BAP,
- kinétine

### Cytokinines naturelles
- zéatine (la plus répandue dans le règne végétal)
- isopentényladénine (IPA)